# Szilágyi Tibor (színművész)
Szilágyi Tibor (Budapest, 1942. augusztus 28. –) Kossuth- és Jászai Mari-díjas magyar színművész, rendező, színházigazgató, érdemes és kiváló művész, a Halhatatlanok Társulatának örökös tagja.

## Családja
Szülei Szilágyi Tibor építész és Újvári Etelka, felesége dr. Sátori Anna ügyvéd.

## Életpályája
1960-ban érettségizett a budai József Attila Gimnáziumban, majd 1965-ben végzett a Színház- és Filmművészeti Főiskola növendékeként. Először a kecskeméti Katona József Színházhoz szerződött (1965), majd 1968-ban átment a Veszprémi Petőfi Színházba. 1969-től játszik Budapesten. 1973-ig a Thália, majd 1977-ig a József Attila Színház társulatához tartozott. Ekkor szerződött a Nemzeti Színházhoz két évre, innen 1979-1990 között a Vígszínházba ment. Ezt követően ismét a József Attila-, majd a Nemzeti Színházban játszott, végül 1997-ben csatlakozott az Új Színházhoz. 2003-2007 között a Soproni Petőfi Színház művészeti igazgatója.
A színház mellett számos filmben és tévésorozatban is szerepelt, illetve a rádióban is gyakran hallható a hangja, többek között kabarékban. 1988–1989-ben az MSZMP KB tagja volt. 1989–1994 között az Aase-díj kuratóriumának tagja.
Szinkronhangként is sokat foglalkoztatott, többek közt Jean Reno leginkább megszokott magyar hangja.

## Színházi szerepei

### Kecskeméti Katona József Színház
- Gyárfás Miklós: Egérút....Gyula
- Tennessee Williams: A vágy villamosa....Stanley
- Gyárfás Miklós: Kényszerleszállás....Andy Ádám
- Lope de Vega: A hős falu....Frondoso
- Szűcs György: Szeretni tudni kell....Békés György
- Shakespeare: A vihar....Ferdinánd
- Romain Rolland: Szerelem és halál játéka....Claude Vallée
- Ben Jonson: Volpone....Mosca
- Pap Károly: Mózes, a szabadító....Mózes
- Raffai Sarolta: Egyszál magam....Gábor
- Alekszandr Alekszandrovics Fagyejev: Tizenkilencen....Kozákparancsnok

### Veszprémi Petőfi Színház
- Németh László: Apáczai....Apáczai Csere János
- Gyurkó László: Szerelmem, Elektra....Oresztész
- Molnár Ferenc: A hattyú....Ági Miklós
- Williams: Az ifjúság édes madara....Chanes Wayne
- Molnár Ferenc: Egy, kettő, három....Norrison
- Molnár Ferenc: Olympia....Plata-Ettingen herceg, tábornok
- Molnár Ferenc: Játék a kastélyban....Turai
- Eisemann Mihály–Nóti Károly: Hyppolit, a lakáj....Hyppolit

### Thália Színház
- Pálfy József–Kazimir Károly: A magyar kérdés....Szürkekabátos
- Max Frisch: Játék az életrajzzal....Kürmann urat játssza
- Csurka István: Ki lesz a bálanya?....Abonyi
- Molnár Gál Péter: A planétás ember....Rokka Teofil
- Dr. Ortutay Gyula–Kazimir Károly: Kalevala
- Abody Béla: A dráma komédiája
- Weöres Sándor: Holdbéli csónakos....Idoméneus, krétai király
- Roger Martin du Gard: A Thibault-család....Antoine, Thibault egyik fia
- Csurka István: Szék, ágy, szauna....Sajti
- Kazimir Károly: Bartókiána
- Franz Theodor Csokor: Isten veled Monarchia....Ezredorvos
- Nyikoláj Pagogyin: Arisztokraták....Szadovszkij
- William Somerset Maugham: Szerelmi körutazás....Clive Champion-Cheney

### József Attila Színház
- Shakespeare: A makrancos hölgy....Petruchio
- Benedek Katalin: Alattunk a város....	Bekes Gábor, építészmérnök
- Shakespeare: Sok hűhó semmiért....Galagonya, őr
- Leonyid Makszimovics Leonov: Hazatérés....Kolesznyikov, tanácselnök
- Vaszilij Makarovics Suksin: Jómadarak....Apuci, akinek feje van
- Shakespeare: A windsori víg nők....Sir John Falstaff
- Csiky Gergely: Buborékok....Marosán Demeter
- Sütő András: Egy lócsiszár virágvasárnapja....Nagelschmidt
- Berkesi András: Kálvária....Dávid Imre, igazgató
- Móricz Zsigmond: Rokonok....Polgármester
- Molière: Az úrhatnám polgár....Jourdain úr, polgár
- Jaroslav Hašek: Svejk vagyok....Ottó Katz, tábori lelkész, alias Miroslav Ruzsicska
- Horváth Péter: Csao Bambino....Apa
- Albee: Mindent a kertbe....Richard

### Nemzeti Színház
- Bodolay Géza: Lenni vagy nem lenni....Erhard, SS Gruppenführer
- Sütő András: Káin és Ábel....Káin
- Shakespeare: Téli rege....Polixenes, Bohémia királya
- Illyés Gyula: Különc....Karlovitz
- Georg Büchner: Danton halála....Barére

### Vígszínház
- Csurka István: Deficit....X
- Mrożek: Tangó....Edek
- Joseph Heller: A 22-es csapdája....Cathcart ezredes
- In memoriam Ö.I.
- Göran O. Eriksson–Offenbach: Párizsi élet....Antoine Dimitrieff
- Neil Simon: A 88. utca foglya....Mel
- Mihail Bulgakov: Őfelsége komédiása....De Charron
- Móricz Zsigmond: Úri muri....Lefkovits, ügyvéd
- Örkény István: Forgatókönyv....A Mester
- Georges Feydeau: A balek....Pinchard, ezredorvos
- Friedrich Schiller: Don Carlos....II. Fülöp
- Weöres Sándor: A kétfejű fenevad, avagy Pécs 1686-ban
- Lope de Vega: Sevilla csillaga....Merész Sancho, király

### Új Színház
- Crawford: Udvari páholy....Kancellár
- Anton Pavlovics Csehov: Cseresznyéskert....Gájev
- Molnár Ferenc: Az üvegcipő....Sipos
- Bertolt Brecht: Koldusopera....Brown
- Aldo Nicolaj: Hárman a padon....Bocca Libero
- Csiky Gergely: Ingyenélők....Mosolygó Menyhért

## Rendezései
| - Jeffrey Sweet: Szerető musical (Szentendrei Teátrum) - Csongrádi Kata: Sissy és én (Budapest Bábszínház) - Szigligeti Ede: Liliomfi (Székesfehérvári Vörösmarty Színház) - Thuróczy Katalin: Finálé (Budapesti Kamaraszínház) - Murray Schisgal: Második nekifutás (Vidám Színpad) - Hunyady Sándor: Lovagias ügy (Nemzeti Színház) - Ira Lewin: Veronica szobája (Pesti Vigadó Kamaraterme) - Nóti Károly: Nyitott ablak (1995) - Jerome Kilty: Kedves hazug (1996) - Pierre Barillet–Jean-Pierre Grédy: A kaktusz virága (1997) - Ray Cooney: Páratlan páros (1998) - William Somerset Maugham: Csodálatos vagy Júlia (1998) - Brandon Thomas: Charley nénje (1999) - Patrick Hamilton: Gázláng (1999) - Georges Feydeau: Bolha a fülben (2000) - Pozsgai Zsolt–Szilágyi Tibor: Vak Ond álma avagy milleniumi rémmesék (2001) | - Szép Ernő: Május - Tennessee Williams: Macska a forró bádogtetőn - Jerome Kilty: Kedves hazug - Szép Ernő: Kávécsarnok - Brandon Thomas: Charley nénje - Sarkadi Imre: Oszlopos Simeon - Thuróczy Katalin: Kerített város - Romain Rolland: Szerelem és halál játéka - Békeffi István: A régi nyár - Ray Cooney: Páratlan páros - Romain Rolland: A szerelem és halál játéka - Sarkadi Imre: Oszlopos Simeon avagy Lássuk, uramisten, mire megyünk - Jeremy Kilty: Kedves hazug |

## Filmjei

### Filmek, sorozatok
- Kaland (2011)
- Eszter hagyatéka (2008)
- Tavasz, nyár, ősz (2007)
- Budakeszi srácok (2006)
- Rokonok (2006)
- Üvegtigris 2. (2006)
- Üvegfal (2005)
- Limonádé (2002)
- Kisváros (2001)
- Családi album (2001)
- Üvegtigris (2001)
- Rendőrsztori (2000)
- Családi kör (2000)
- Rögtön jövök (2000)
- Európa expressz (1998)
- Az öt zsaru (1998)
- Ámbár tanár úr (1998)
- Szamba (1996)
- A körtvélyesi csíny (1995)
- Öregberény (1993–1995)
- Vili, a veréb (1989)
- Tihamér (1989)
- Hétpróbások (1988)
- A montmartrei ibolya (1988)
- Série noire (1987)
- Az ördög talizmánja (1987)
- Elysium (1986)
- Az aranyifjú (1986)
- A falu jegyzője (1986)
- Kémeri (1985)
- Krízis (1984) (Sportriporter)[5]
- A láperdő szelleme (1984)
- Elcserélt szerelem (1984)
- Szemet szemért (1984)
- Gyertek el a névnapomra (1983)
- Atomzsarolás (1982)
- Guernica (1982)
- A különc (1980)
- A mérkőzés (1980)
- Szeszélyes évszakok (1980)
- Minden szerdán (1979)
- Ki lesz a bálanya? (1979)
- Dóra jelenti (1978)
- A Kard (1977)
- Fogságom naplója (1977)
- Magellán (1977)
- A cárné összeesküvése (1977)
- Apám néhány boldog éve (1977)
- A vonatok reggel indulnak (1976)
- A lőcsei fehér asszony (1976)
- Kántor (1976)
- A peleskei nótárius (1975)
- Jelbeszéd (1974)
- Végül (1974)
- Álljon meg a menet! (1973)
- Pirx kalandjai (1973)
- Nincs idő (1973)
- Megtörtént bűnügyek – Négylevelű lóhere (1973)[6]
- Kakuk Marci (1973)
- A magyar ugaron (1973)
- Macskajáték (1972)
- Madárkák (1971)
- Derzhis za oblaka (1971)
- Aszfaltmese (1971)
- Prés (1971)
- Érik a fény (1970)
- Holnap reggel (1970)
- Tizennégy vértanú (1970)
- Falak (1968)
- Sellő a pecsétgyűrűn (1967)
- A múmia közbeszól (1967)
- Princ, a katona (1967)
- Hideg napok (1966)
- Othello Gyulaházán (1966)
- Szerelmes biciklisták (1965)
- Így jöttem (1965)
- Az asszony beleszól (1965)
- Szegénylegények (1965)
- A harmadik utas[7]

### Sorozatbeli szinkronszerepek
- Tetthely: Finke főfelügyelő – Klaus Schwarzkopf
- A Guldenburgok öröksége: Achim Lauritzen – Wilfried Baasner
- Kórház a pálmák alatt: Albert – Wilfried Baasner
- Megveszem ezt a nőt: Rodrigo Montes de Oca – Enrique Rocha
- A bábu: Stanislaw Wokulski – Jerzy Kamas
- Spinédzserek: Mel Horowitz "2" – Michael Lerner
- Csillagok háborúja sorozatokban: Dooku gróf
- Maigret sorozatok, Bruno Cremer magyar hangja

### Filmes szinkronszerepek
- Kalandorok: Roland Darbant – Lino Ventura
- A profi: Martin ezredes – Jean-Louis Richard
- Lavina: David Shelby – Rock Hudson
- Csillagok háborúja filmek: Dooku gróf – Christopher Lee
- Wasabi – Mar, mint a mustár – Jean Reno
- Furcsa pár – Walter Matthau
- Furcsa pár 2. – Walter Matthau
- Folytassa, Emmanuelle: Lyons – Jack Douglas
- Csak semmi szexet, kérem, angolok vagyunk: Niko – Stephen Greif
- Batman: Kezdődik!: Carmine Falcone - Tom Wilkinson

## CD-k,hangoskönyvek, rádiójáték
- Allen Carr: Leszoknék a dohányzásról, de nem tudok
- Móra Ferenc: Aranykoporsó
- Pierre Boulle: Híd a Kwai folyón
- Popper Péter: Pilátus testamentuma
- Berkesi András: Hajnal a tanyán (1970)
- Sommerset Maugham: Zsákutca (1972)
- Móricz Zsigmond: Árvácska (1973)
- Honoré de Balzac: Éva lánya (1975)
- Lázár Ervin: Gyere haza Mikkamakka! (1975)
- Mihail Bulgakov: A Mester és Margarita (1976)
- Marék Antal: Röntgen, az X sugár felfedezője (1976)
- A magyar humor és szatíra története: Elvújítók - nyelvújítók (1977)
- Papp Éva: Távoli északon (1977)
- Szergej Szártákov: Ragyogj csillag! (1977)
- George Courteline: Untat a hivatal (1978)
- Csongor Rózsa: Banduka éhes (1979)
- Geoffrey Chauser: Canterbury mesék (1979)
- Nádor Tamás: Agyagangyal (1979)
- Odze György: A terasz (1979)
- Percy Bysshe Shelley: A Cenci ház (1979)
- Saint-Exupery: A kis herceg (1981)
- William Makepeace Thackeray: A rózsa és a gyűrű (1981)
- A JÁTSZÓ EMBER - Logikus játék, játékos logika (1982)
- Matteo Bandello: A pajzán griffmadár (1982)
- Pállya István: Ravaszy és Szerencsés (1982)
- Buzzati, Dino: A nagy képmás (1984)
- O'Neill, Eugene: Boldogtalan hold (1984)
- Wallace, Edgar: Fecsegő felügyelő esetei (1984)
- Fühmann, Franz: Árnyak (1986)
- Hernádi Gyula: Gólem (1986)
- Saint-Exupèry, Antoine de: A kis herceg (1986)
- Heinrich Böll: Biliárd fél tízkor (1987)
- Mikszáth Kálmán: Krúdy Kálmán csínytevései (1987)
- Sütő András: Pompás Gedeon élete, halála és feltámadása (1987)
- Anna Seghers: Jeanne d'Arc pöre Rouenban 1431-ben (1988)
- Illyés Gyula: Kiegyezés (1988)
- Száraz György: A megközelíthetetlen (1988)
- Hernádi Gyula: Homokzsák-keringő (1989)
- Rádiószínház – Tar Sándor írásaiból (1992)
- Török Tamás: Kemény Zsigmond hallgatása (1992)
- Theodore de Banville: Gringoire (1993)
- Bánffy Miklós: A nagyúr (1996)
- Hasek, Jaroslav: Svejk, egy derék katona kalandjai a világháborúban (1997)
- Stella Adorján: Kutya van a kertben (1997)
- Vaszary János: Happyenddel kezdődik (1997)
- Hubay Miklós: Búcsú a csodáktól (1998)
- Házasság hármasban (1999)
- Mednyánszky H. Elemér: A nagy pamflet (1999)
- Vajda István: A fekete tükör (2000)
- Tasnádi István: A kőmajmok háza (2014)
- Sparks, Nicholas: Szerelmünk lapjai (2021)

## Művei
- Emlékszilánkok (Palatinus, 2009)
- Gondolatmonológok. Élet, színház, élet (KMH, 2011) szerk.: Háy János
- Katonai szakképzettsége: színész; I.A.T., Bp., 2015

## Díjai
- Jászai Mari-díj (1975)
- Érdemes művész (1982)
- SZOT-díj (1984)
- Ajtay Andor-emlékdíj (1984)
- Kiváló művész (1987)
- A Magyar Köztársasági Érdemrend tisztikeresztje (1996)
- A Magyar Köztársasági Érdemrend középkeresztje (2002)
- Kossuth-díj (2007)
- Örökös tag a Halhatatlanok Társulatában (2010)
- Tolnay Klári-díj (2018)[8]

## Róla szóló könyvek
- Csáki Judit: 1 420828 0076 – Közelkép Szilágyi Tiborról, Idegenforgalmi Propaganda és Kiadó Vállalat (Budapest), 1987 ISBN 963-316-152-5